# Macromitrium crinale
Macromitrium crinale är en bladmossart som beskrevs av Brotherus och Geheeb 1898. Macromitrium crinale ingår i släktet Macromitrium och familjen Orthotrichaceae. Inga underarter finns listade i Catalogue of Life.